# 孙应安
孙应安（1963年—），湖北广水人，汉族，中华人民共和国政治人物、第十一届全国人民代表大会湖北地区代表。
毕业于北京大学工商管理专业，是中共党员。担任湖北孝棉实业集团董事长。2008年起担任全国人大代表。